# Gornje Kusonje
Gornje Kusonje falu Horvátországban Verőce-Drávamente megyében. Közigazgatásilag Atyinához tartozik.

## Fekvése
Verőcétől légvonalban 20, közúton 25 km-re délkeletre, községközpontjától légvonalban 10, közúton 16 km-re északra, a Papuk-hegység területén, a Csagyavica-patak völgyétől és a Szalatnokról Daruvárra menő főúttól északra fekszik. A főútról egy rövid bekötőút vezet a faluba.

## Története
Kusonje település valószínűleg a török hódoltság idején keletkezett Boszniából érkezett pravoszláv vlachok betelepítésével. Szlavónia településeinek 1698-as összeírásában „pagus Kuszonye” néven 12 portával szerepel.
Az első katonai felmérés térképén „Dorf Gorni Kusonie” néven találjuk. Lipszky János 1808-ban Budán kiadott repertóriumában „Kuszonye Gornye” néven szerepel. Nagy Lajos 1829-ben kiadott művében „Kuszonye (Gorne/Felső)” néven 36 házzal, 201 katolikus vallású lakossal szerepel.
1857-ben 248, 1910-ben 360 lakosa volt. 1910-ben a népszámlálás adatai szerint lakosságának 70%-a szerb, 29%-a horvát anyanyelvű volt. Verőce vármegye Szalatnoki járásának része volt. Az első világháború után 1918-ban az új szerb-horvát-szlovén állam, majd később (1929-ben) Jugoszlávia része lett. 1991-ben a falu lakosságának 74%-a szerb, 25%-a horvát nemzetiségű volt. A délszláv háború idején a többségben szerbek lakta település 1991 októberének elején már szerb ellenőrzés alatt volt. A horvát hadsereg 136. slatinai dandárja az Orkan-91 hadművelet során 1991. december 10-én foglalta vissza. A szerb lakosság nagy része elmenekült. 2011-ben 13 lakosa volt.

## Lakossága
| Lakosság változása | Lakosság változása | Lakosság változása | Lakosság változása | Lakosság változása | Lakosság változása | Lakosság változása | Lakosság változása | Lakosság változása | Lakosság változása | Lakosság változása | Lakosság változása | Lakosság változása | Lakosság változása | Lakosság változása | Lakosság változása |
| ------------------ | ------------------ | ------------------ | ------------------ | ------------------ | ------------------ | ------------------ | ------------------ | ------------------ | ------------------ | ------------------ | ------------------ | ------------------ | ------------------ | ------------------ | ------------------ |
| 1857               | 1869               | 1880               | 1890               | 1900               | 1910               | 1921               | 1931               | 1948               | 1953               | 1961               | 1971               | 1981               | 1991               | 2001               | 2011               |
| 248                | 256                | 293                | 294                | 339                | 360                | 328                | 769                | 549                | 572                | 498                | 367                | 117                | 69                 | 36                 | 13                 |